# 碳酸镭
碳酸镭是一种无机化合物，化学式为RaCO3，有强放射性。它可以形成正交晶系晶体，空间群Pmcn。

## 制备
碳酸镭可以通过可溶性镭盐和碳酸铵反应得到：
Ra2+ + CO32- → RaCO3↓
硫酸镭和1.5 M碳酸钠在85 °C反应，也能得到碳酸镭。

## 性质及用途
碳酸镭可以和酸反应，生成其它镭化合物：
RaCO3 + 2 HNO3 → Ra(NO3)2 + 2 H2O
在室温时，碳酸镭在碳酸铵或氯化铵浓溶液中的溶解度比碳酸钡大10倍，借此可将镭与钡分离。它可用于制造镭铍中子源。